# Equipe uruguaia na Copa Billie Jean King
A equipe uruguaia na Copa Billie Jean King representa o Uruguai na Copa Billie Jean King, principal competição de tênis feminina por equipes do mundo. É administrada pela Asociación Uruguaya de Tenis.

## História
O Uruguai competiu pela primeira vez em 1972. Seus melhores resultados foram chegar às 2ª fases de 1972 e 1976.

## Última convocação
Para o Grupo II das Américas de 2022, em abril:
- Guillermina Grant
- Agustina Cuestas
- Juliana Rodriguez